# Karyme Lozano
Pour les articles homonymes, voir Lozano.
 (juin 2025).
Si vous disposez d'ouvrages ou d'articles de référence ou si vous connaissez des sites web de qualité traitant du thème abordé ici, merci de compléter l'article en donnant les références utiles à sa vérifiabilité et en les liant à la section « Notes et références ».
Karyme Lucía Virginia Lozano Carreno, née à Mexico le 3 avril 1978, est une actrice de cinéma, de théâtre et de télévision mexicaine qui s'est fait connaître par sa participation à des telenovelas mexicaines. 

## Biographie
Toute petite, Karyme aime chanter, danser et jouer. Elle fait son cursus scolaire au Colegio Americano (en). En suivant des cours avec le metteur en scène José Luis Ibáñez (es), elle choisit de faire de la comédie son métier, et fait partie du Centro de Educación Artística.
Elle commence dans la telenovela Volver a empezar (es) en 1994 et participe à plusieurs mélodrames tels que Si Dios me quita la vida (es), Pueblo chico, infierno grande (es), Tres mujeres, avec dans ce dernier son premier rôle principal, aux côtés de Erika Buenfil et Norma Herrera. Elle a également joué des rôles de méchantes comme dans El manantial, produite par Carla Estrada.
En 2003 elle a un rôle de protagoniste dans la telenovela Niña amada mía (es), puis en 2005 avec la chaîne Univision, dans la telenovela Soñar no cuesta nada, avec Cristián de la Fuente ; enfin en 2006 elle tient le premier rôle dans Amar sin límites, face à Valentino Lanús. Elle participe parfois au théâtre dans Cenicienta ou Vaselina dans le rôle de Sonia, et aussi au cinéma dans le filmBandido. 
Après la mort de son père, elle se convertit au catholicisme. Depuis, elle se consacre à la promotion des valeurs et à la défense de la foi catholique. Elle participe à plusieurs congrès catholiques aux États-Unis, en Amérique centrale et en Amérique du Sud et s'engage aux côtés d'Eduardo Verastegui contre l'avortement.
Elle participe encore dans les années 2020 à diverses telenovelas et à des films.

### Vie familiale
Son travail à la télévision ne l'a pas empêchée de faire l'expérience de la maternité, ayant eu une fille, Àngela, avec l'acteur Aitor Iturrioz (es), auquel elle se marie en 1999, mais dont elle divorce en 2002. Elle est mariée à l'acteur américain Michael Domingo depuis 2012, et vit à Los Angeles avec ses 3 enfants.

## Filmographie partielle

### Telenovelas
- 1994-1995 : Volver a empezar : Liliana de Zares
- 1995 : Si Dios me quita la vida : Esther "Teté" Román
- 1997 : Pueblo chico, infierno grande (es) : Braulia Felicitas María de la Salud
- 1999-2000 : Tres mujeres : Fátima Uriarte Saraldi
- 2001-2002 : El manantial : Bárbara Luna
- 2005-2006 : Soñar no cuesta nada : Emilia Olivares
- 2006-2007 : Amar sin límites : Azul Toscano
- 2013-2014 : Quiero amarte : Amaya Serrano Martínez / Florencia Martínez de Serrano
- 2022-2023 : Mi secreto : Daniela Estrada
- 2023 : Minas de pasión : Aleida Cervantes[2]
- 2024 : Mi amor sin tiempo : Renata

### Séries télévisées
- 2009 : Mujeres asesinas 2 (es) : Ana Beltrán (épisode : Ana y Paula, ultrajadas)
- 2017 : Kevin Can Wait : Maritza

### Cinéma
- 2003 : Ladies' Night de Gabriela Tagliavini : femme policière
- 2003 : El hecho imposible, court-métrage
- 2004 : Bandido de Roger Christian : Rosalía
- 2004 : Desnudos d'Enrique Gómez Vadillo : Diana
- 2009 : Pepe & Santo vs. America : Isabel
- 2012 : Cristeros (Cristiada) de Dean Wright : María del Río
- 2017 : Le Prix du secret (Shattered) de Natasha Kermani : avocate de la ville
- 2022 : Daddy Daughter Trip (en) de Rob Schneider : Mme Clark
- 2024 : Guadalupe: Madre de la Humanidad de Pablo Moreno : présentatrice

## Théâtre
- 1998 : Anastasia, la leyenda : Anastasia

## Récompenses
Elle est récompensée aux Premios TVyNovelas en 2000 comme meilleure jeune actrice pour son rôle dans Tres mujeres